# 루스탐 사이도프
루스탐 투흐타시노비치 사이도프(우즈베크어: Rustam Toʻxtasinovich Saidov 루스탐 토흐타시노비치 사이도프, 러시아어: Руста́м Тухтаси́нович Саи́дов, 1978년 2월 6일~)는 우즈베키스탄의 전직 권투 선수이다. 2000년 하계 올림픽에서 슈퍼헤비급 동메달을 획득했으며 세계 선수권 대회에서 동메달 1개를 획득했다. 또한 아시안 게임에서 금메달 2개, 아시아 선수권 대회에서 금메달 3개, 은메달 1개를 획득했다.